# Клемент Федір Дмитрович
Федір Дмитрович Клемент (12 червня 1903, місто Санкт-Петербург, тепер Російська Федерація — 28 червня 1973, місто Тарту, тепер Естонія) — радянський естонський вчений, ректор Тартуського державного університету Естонської РСР. Член ЦК КП Естонії (1954—1972). Доктор фізико-математичних наук, професор, дійсний член Академії наук Естонської РСР (з 1951). Депутат Верховної Ради СРСР 4—6-го скликань. Герой Соціалістичної Праці (13.03.1969). 

## Життєпис
Народився в родині робітника Путиловського заводу. У 1910—1913 роках навчався в Ліговській початковій школі, в 1913—1918 роках — у 10-й гімназії міста Петрограда. З 1917 року працював робітником на хіміко-фармацевтичній фабриці братів Хрущових. У 1918 році закінчив Нарвську чоловічу гімназію.
У 1918—1919 роках працював найманим робітником та працівником млина. У 1919 році був канцелярським службовцем.
У 1919—1922 роках — вчитель школи села Щепець Гдовського повіту (тепер — Гдовського району Псковської області). У 1920 році вступив до комсомолу, був секретарем комсомольського колективу школи. З 1922 року працював на керівних посадах у системі народної освіти та політосвіти Гдовського повіту Ленінградської губернії.
Член ВКП(б) з 1923 року.
З 1924 по 1926 рік — завідувач повітового відділу народної освіти та завідувач відділу політичної освіти Гдовського повіту Ленінградської губернії.
У 1926—1929 роках — завідувач та інспектор сектору бібліотек Управління політосвіти Ленінградського губвиконкому. У 1929—1930 роках — завідувач методичного кабінету відділу політосвіти в Ленінграді.
Крім того, з 1927 по 1928 рік навчався на 1-му курсі математичного відділення фізико-математичного факультету Ленінградського державного університету. Продовжив навчання на фізичному відділенні фізичного факультету Ленінградського державного університету в 1929—1934 роках.
Одночасно, в 1930—1931 роках був учнем і науковим співробітником лабораторії академіка Олександра Миколайовича Тереніна, в 1931—1934 роках — молодшим науковим співробітником.
У 1930—1932 роках — заступник секретаря парткому Ленінградського державного університету, в 1932—1933 роках — секретар партійної організації Фізичного інституту Ленінградського державного університету.
З 1933 по 1935 рік навчався в аспірантурі Ленінградського державного університету.
У 1934—1935 роках — заступник директора Інституту прикладної фізики, в 1935—1941 роках — вчений секретар Науково-дослідного фізичного інституту Ленінградського державного університету.
У 1937 році в Науково-дослідному фізичному інституті Ленінградського державного університету була створена лабораторія люмінесценції, якою Федір Клемент керував з моменту створення лабораторії до 1954 року.
З 1937 по 1941 рік — асистент, з 1941 по 1951 рік — старший науковий співробітник Науково-дослідного фізичного інституту Ленінградського державного університету. З 1940 року також редагував наукові праці Ленінградського державного університету («Ученые записки»).
Під час німецько-радянської війни з 1941 по 1944 рік разом із інститутом перебував в евакуації в місті Єлабузі Татарської АРСР, де був секретарем партійної організації, а після захисту кандидатської дисертації (10 травня 1943 року) і підтвердження ступеня кандидата фізико-математичних наук у 1943 році також і начальником Єлабузького філіалу Ленінградського державного університету.
У 1944—1951 роках — доцент кафедри оптики і завідувач лабораторії Ленінградського державного університету. З 1949 по 1951 рік був заступником головного редактора «Вестника Ленинградского университета».
У 1951—1970 роках — професор і ректор Тартуського державного університету Естонської РСР. Очолював лабораторію люмінесценції Інституту фізики Тартуського державного університету.
Одночасно, з 1952 по 1973 рік був членом Радянського комітету захисту миру, членом вченої ради, дійсним членом Товариства дослідників природи АН Естонської РСР, членом Товариство поширення політичних і наукових знань, членом Комітету з присудження Ленінських премій в галузі науки і техніки. У 1954—1960 роках — завідувач сектору фізики Інституту фізики та астрономії Академії наук Естонської РСР. З 1963 по 1973 рік — член редколегії «Естонської радянської енциклопедії», член Комітету Асоціації істориків радянської науки і техніки, член редколегії журналу «Журнал прикладной електроники». У 1967—1970 роках — голова Комітету з науки та техніки Естонської РСР.
У 1970—1973 роках — професор-консультант, завідувач сектору фізики Інституту фізики та астрономії Академії наук Естонської РСР.
Указом Президії Верховної ради СРСР від 13 березня 1969 року за великі заслуги у розвитку радянської науки академіку Академії наук Естонської РСР Клементу Федору Дмитровичу присвоєно звання Героя Соціалістичної Праці з врученням ордена Леніна та Золотої медалі «Серп і молот».
Основні праці вченого присвячені люмінесценції твердих тіл, спектроскопії твердого тіла, дослідженню умов виникнення кристалофосфорів, фізики іонних кристалів, історії науки. Виявив (1935 року) і вивчив важливий різновид люмінофорів — субліматфосфори. Розробив метод виготовлення люмінесцентних екранів, встановив деякі кристалохімічні закономірності виникнення кристалофосфорів, а також закономірності в спектрах та їх зв'язок зі структурою фосфорів. Досліджував поведінку кристалофосфорів під дією інфрачервоної радіації та ін. Його зусиллями було створено тепер всесвітньо відому Тартуську школу фізиків-люмінесцентників.
Помер 28 червня 1973 року в місті Тарту. Похований на цвинтарі Рааді в Тарту.

## Нагороди
- Герой Соціалістичної Праці (13.03.1969)
- два ордени Леніна (15.09.1961; 13.03.1969)
- орден Жовтневої Революції (29.05.1973)
- орден Трудового Червоного Прапора (1.10.1965)
- два ордени «Знак Пошани» (16.10.1951; 28.10.1967)
- медаль «За доблесну працю у Великій Вітчизняній війні 1941—1945 рр.»
- медалі